# شهرستان الایدان، میشیگان
شهرستان الایدان، میشیگان (به انگلیسی: Alaiedon Township, Michigan) یک منطقهٔ مسکونی در ایالات متحده آمریکا است که در میشیگان واقع شده‌است.

## خصوصیات
شهرستان الایدان ۹۲٫۲ کیلومترمربع مساحت و ۲٬۸۹۴ نفر جمعیت دارد و ۲۷۷ متر بالاتر از سطح دریا واقع شده‌است.